# Liste von Basketballvereinen in Argentinien
Diese Liste ist eine Aufstellung von Basketballvereinen in Argentinien.
| Verein                                           | Logo | Ort                     | Provinz              | Region                    | Nationale Meisterschaften                            | Sportstätte                                  | Webadresse und Sonstiges |
| ------------------------------------------------ | ---- | ----------------------- | -------------------- | ------------------------- | ---------------------------------------------------- | -------------------------------------------- | ------------------------ |
| Deportivo Norte                                  |      | Armstrong               | Provinz Santa Fe     | Región Centro             |                                                      | Jorge Ferrero                                |                          |
| Club Atlético San Lorenzo de Almagro             |      | San Lorenzo             | Buenos Aires         |                           | 2016, 2017, 2018, 2019, 2021                         | Polideportivo Roberto Pando                  | Mehrspartensportverein   |
| Olimpo de Bahía Blanca                           |      | Bahía Blanca            | Buenos Aires         |                           |                                                      |                                              | Mehrspartensportverein   |
| Villa Mitre                                      |      | Bahía Blanca            | Buenos Aires         |                           |                                                      | Villa Mitre                                  |                          |
| Club Atlético Boca Juniors                       |      | Buenos Aires            | Buenos Aires (Stadt) |                           | 1997, 2004, 2007                                     | Luis Conde                                   |                          |
| Club Atlético Obras Sanitarias de la Nación      |      | Buenos Aires            | Buenos Aires (Stadt) |                           |                                                      | Estadio Obras                                |                          |
| Club Ferro Carril Oeste                          |      | Buenos Aires            | Buenos Aires (Stadt) |                           | 1985, 1986, 1989                                     | Estadio Héctor Etchart                       |                          |
| Asociación Deportiva Atenas                      |      | Carmen de Patagones     | Buenos Aires         |                           | 1987, 1988, 1990, 1992, 1998, 1999, 2002, 2003, 2009 | Carmelo Trípoli                              | Mehrspartensportverein   |
| Central Argentino Olímpico                       |      | Ceres                   | Provinz Santa Fe     | Región Centro             |                                                      | Raúl Braica                                  |                          |
| Racing                                           |      | Chivilcoy               | Buenos Aires         |                           |                                                      | Estadio Norte                                |                          |
| Gimnasia y Esgrima Comodoro Rivadavia            |      | Comodoro Rivadavia      | Chubut               | Región Patagónica         |                                                      | Socios Fundadores                            |                          |
| Tomas de Rocamora                                |      | Concepción del Uruguay  | Entre Ríos           | Región Centro             |                                                      | Julio C. Pacagnella                          |                          |
| Parquesur                                        |      | Concepción del Uruguay  | Entre Ríos           | Región Centro             |                                                      | Parque Sur                                   |                          |
| Club Estudiantes de Concordia                    |      | Concordia               | Entre Rios           | Región Centro             |                                                      | El Gigante Verde                             |                          |
| Instituto                                        |      | Córdoba                 | Provinz Córdoba      | Región Centro             | 2022                                                 | Angel Sandrin                                |                          |
| Club Atlético Barrio Parque                      |      | Córdoba                 | Provinz Córdoba      | Región Centro             |                                                      | Teatro del Parque                            |                          |
| Club de Regatas Corrientes                       |      | Corrientes              | Corrientes           | Región Noreste Argentino  | 2013                                                 | José Jorge Contte                            |                          |
| Club San Martín de Corrientes                    |      | Corrientes              | Corrientes           | Región Noreste Argentino  |                                                      | Estadio Raúl A. Ortiz                        |                          |
| Platense                                         |      | Florida                 | Buenos Aires         |                           |                                                      | Microestadio Vicente López                   |                          |
| Club La Unión                                    |      | Formosa                 | Provinz Formosa      | Región Noreste Argentino  |                                                      | Cincuentenario                               |                          |
| Club Atlético Argentino (Junín)                  |      | Junín                   | Buenos Aires         |                           |                                                      | El Fortín de las Morochas                    |                          |
| Ciclista Juninense                               |      | Junín                   | Buenos Aires         |                           |                                                      | Raúl Merlo                                   |                          |
| Club Ciclista Olímpico                           |      | La Banda                | Santiago del Estero  | Región Noroeste Argentino |                                                      | Vicente Rosales                              |                          |
| Club de Gimnasia y Esgrima La Plata              |      | La Plata                | Buenos Aires         |                           |                                                      | Víctor Nethol                                | Mehrspartensportverein   |
| Riachuelo                                        |      | La Rioja                | La Rioja             | Región del Nuevo Cuyo     |                                                      | Superdomo                                    |                          |
| Club Atlético Lanús                              |      | Lanús                   | Buenos Aires         |                           |                                                      | Microestadio Antonio Rotili                  |                          |
| Club Atlético Quilmes (Mar del Plata)            |      | Mar del Plata           | Buenos Aires         |                           |                                                      | Polideportivo Islas Malvinas                 |                          |
| Peñarol de Mar del Plata                         |      | Mar del Plata           | Buenos Aires         |                           | 1994, 2010, 2011, 2012, 2014                         | Polideportivo Islas Malvinas                 |                          |
| Comunicaciones (?)                               |      | Mercedes                | Corrientes           | Región Noreste Argentino  |                                                      | Estadio Comunicaciones                       |                          |
| CA Tiro Federal                                  |      | Morteros                | Provinz Córdoba      | Región Centro             |                                                      | Vide Tealdi                                  |                          |
| Obera Tenis Club                                 |      | Oberá                   | Misiones             | Región Noreste Argentino  |                                                      | Estadio Dr. Luis Augusto Derna               |                          |
| Estudiante Olavarría                             |      | Olavarría               | Buenos Aires         |                           | 2000, 2001                                           | Carlos Guerrero                              |                          |
| Independiente                                    |      | Oliva                   | Provinz Córdoba      | Región Centro             |                                                      | El Gigante                                   |                          |
| Independiente                                    |      | General Pico            | La Pampa             | Región Patagónica         | 1995                                                 |                                              |                          |
| Atlético Echagüe                                 |      | Paraná                  | Entre Ríos           | Región Centro             |                                                      | Luis Butta                                   |                          |
| Centro Juventud Sionista                         |      | Paraná                  | Entre Ríos           | Región Centro             |                                                      |                                              |                          |
| Sportivo Ben Hur                                 |      | Rafaela                 | Provinz Santa Fe     | Región Centro             | 2005                                                 |                                              | Mehrspartensportverein   |
| Club Atlético Adelante                           |      | Reconquista             | Provinz Santa Fe     | Región Centro             |                                                      |                                              | Mehrspartensportverein   |
| Villa San Martín                                 |      | Resistencia             | Chaco                | Región Noreste Argentino  |                                                      | Villa San Martín                             |                          |
| 9 de Julio de Río Tercero                        |      | Río Tercero             | Provinz Córdoba      | Región Centro             |                                                      |                                              |                          |
| CD Rivadavia                                     |      | Rivadavia               | Mendoza              | Región del Nuevo Cuyo     |                                                      | Leopoldo Juan Brozovix                       |                          |
| Salta Basket                                     |      | Salta                   | Provinz Salta        | Región Noroeste Argentino |                                                      | Polideportivo Delmi                          |                          |
| San Isidro                                       |      | San Francisco (Córdoba) | Provinz Córdoba      | Región Centro             |                                                      | Severo Robledo                               |                          |
| Club Atlético Colón                              |      | Santa Fe                | Provinz Santa Fe     | Región Centro             |                                                      | Gimnasio Roque Otrino                        |                          |
| Unión                                            |      | Santa Fe                | Provinz Santa Fe     | Región Centro             |                                                      | Estadio Ángel Malvicino / Ángel P. Malvicino |                          |
| Sportivo América                                 |      | Santa Fe                | Provinz Santa Fe     | Región Centro             |                                                      | Estadio Amílcar Tamburri                     |                          |
| Asociación Atlética Quimsa                       |      | Santiago del Estero     | Santiago del Estero  | Región Noroeste Argentino | 2015, 2023                                           | Estadio Ciudad                               |                          |
| Club Atlético Mitre                              |      | Santiago del Estero     | Santiago del Estero  | Región Noroeste Argentino |                                                      |                                              |                          |
| Gimnasia y Esgrima Pedernera Unido Femesa (GEPU) |      | San Luis                | Provinz San Luis     | Región del Nuevo Cuyo     | 1991, 1993                                           |                                              |                          |
| Libertad Sunchales                               |      | Sunchales               | Provinz Santa Fe     | Región Centro             |                                                      | El Hogar de los Tigres                       |                          |
| Estudiantes Tucumán                              |      | Tucumán                 | Tucumán              | Región Noroeste Argentino |                                                      | Ricardo Ascarte                              |                          |
| Olimpia Basketball Club Venado Tuerto            |      | Venado Tuerto           | Provinz Santa Fe     | Región Centro             | 1996                                                 | Estadio de Olimpia                           |                          |
| Deportivo Viedma                                 |      | Viedma                  | Provinz Río Negro    | Región Patagónica         |                                                      | Ángel Arias                                  |                          |
| Ameghino                                         |      | Villa María             | Provinz Córdoba      | Región Centro             |                                                      | La Leonera                                   |                          |
| Zárate Basket                                    |      | Zárate                  | Buenos Aires         | Región Centro             |                                                      | D.A.M. Stadium                               |                          |
| Club Luz y Fuerza de Necochea                    |      |                         |                      |                           |                                                      |                                              |                          |
| Club Estudiantes de Bahía Blanca                 |      |                         |                      |                           |                                                      |                                              |                          |
| Club Deportivo Libertad                          |      |                         |                      |                           |                                                      |                                              |                          |

Die Tabelle erhebt keinen Anspruch auf Vollständigkeit.